# Veremund
Veremund nebo Veremundus byl svébským králem Galicie na konci 5. století. Jeho existence je domnělá na základě nápisu z 6. století objeveném v klášteru San Salvador ve Vairãu nedaleko města Vila do Conde. Datum v nápisu je interpretováno jako rok 485 či 535. Někteří historikové datují tento nápis do 8. století s argumentem, že Veremundus v nápisu je král Bermudo I. Asturský.
O Veremundovi se žádné písemné zdroje té doby nezmiňují. Jeho domnělá vláda v Galicii byla v období, z něhož se dochovalo jen velmi málo informací, především z důvodu smrti kronikáře Hydatia v roce 469 a konverzi svébského národa k ariánství v roce 466. Pokud král existoval, byl bezpochyby Arián. Jeho předchůdcem byl král Hermenerich a nástupce
král Theodemund.